# Jean-Georges III de Saxe
Jean-Georges III, né le 20 juin 1647 à Dresde et mort le 12 septembre 1691 à Tübingen, est électeur de Saxe, comte palatin de Saxe et margrave de Misnie de 1680 à sa mort.

## Famille
Fils de l'électeur Jean-Georges II de Saxe (1613-1680) et de Madeleine-Sibylle de Brandebourg-Bayreuth (1612-1687), Jean-Georges III épouse en 1666 Anne-Sophie de Danemark (1647-1717). Deux enfants sont issus de cette union :
- Jean-Georges IV (1668-1694), électeur de Saxe ;
- Frédéric-Auguste (1670-1733), électeur de Saxe et roi de Pologne (Auguste II).